# 5079 Brubeck
5079 Brubeck eller 1975 DB är en asteroid i huvudbältet som upptäcktes den 16 februari 1975 av Félix Aguilar-observatoriet. Den är uppkallad efter den amerikanske pianisten Dave Brubeck.
Asteroiden har en diameter på ungefär 16 kilometer.